# Maria Pognon
Pour les articles homonymes, voir Pognon.
Maria Pognon, née Maria Rengnet, est une journaliste et oratrice française, socialiste, féministe et franc-maçonne née à Honfleur le 15 février 1844, et morte le 17 avril 1925 à Sydney (Australie).
Elle participe au long combat pour l’émancipation féminine sous la IIIe République. Elle préside la Ligue française pour le droit des femmes et membre du conseil d’administration de la Société française d’arbitrage entre les Nations.

## Biographie
Maria Pognon est la fille de Julien Rengnet, couvreur en ardoise à Honfleur, elle a une sœur Myrtille.
Elle épouse Raymond Pognon en 1873 et a deux enfants, Mathilde et Raymond. Elle vient, en 1888, habiter Paris, où elle tient un hôtel meublé dans le 8e arrondissement.
Initiée au féminisme par sa sœur, elle entre en 1882, à la Ligue française pour les droits des femmes, créée cette même année par Maria Deraismes. Elle en devient, en 1891, la nouvelle présidente.
Elle considère que Virginie Griess-Traut est son mentor en féminisme et pacifisme.
Elle est initiée en franc-maçonnerie dans la première loge maçonnique mixte créée par Maria Deraismes, la « Grande Loge symbolique écossaise - le Droit humain » à la suite de sa création en 1893. Absente le jour de la fondation de la loge, il est prévu de la recevoir au grade d'apprenti par communication et de lui faire prêter ses obligations par la suite. Sa réception a lieu dans l'année 1894 ou elle rejoint d'autres féministes engagées dans l’émancipation des femmes.
En 1896, elle préside le Congrès international de la condition et des droits de la femme. À la tribune, Maria Pognon porte même un toast à la « bicyclette égalitaire et niveleuse par laquelle se fera l'émancipation de la femme ». Ses discours impressionnent la journaliste Marguerite Durand venue suivre le congrès pour Le Figaro : « ... je fus frappée par la logique du discours, le bien-fondé des revendications et la maîtrise, qui savait dominer l'orage et diriger les débats, de la présidente Maria Pognon. »
Aussi l'année suivante Marguerite Durand lance, le 9 décembre 1897, La Fronde, un journal entièrement rédigé, fabriqué et vendu par des femmes, destiné à rendre compte de l’activité des principaux groupes féministes, auquel, bien sûr, elle convie Maria Pognon à participer. Maria Pognon y revendique ainsi la devise « À travail égal, salaire égal »  des socialistes, pour les femmes :

« Les hommes avancent, de classe en classe, jusqu’au poste de Directeur ; pourquoi les femmes ayant prouvé par leur travail, des capacités égales à celles des hommes, sont-elles exclues de tous les emplois rémunérateurs ? Nous attendons la réponse ! »

En 1900 au Congrès de la condition et des droits des femmes, elle rejette le terme de « féminisme bourgeois » dont certains socialistes étiquettent la lutte des femmes. Maria Pognon rejoint le Conseil national des femmes françaises instauré en 1901 sous la direction d'Isabelle Bogelot et en compagnie de Sarah Monod, Adrienne Avril de Sainte-Croix, Julie Siegfried, Marie Bonnevial, Louisa Wiggishoff.
En 1904, veuve, elle quitte Paris et la direction de la Ligue pour s’installer avec sa fille chez son fils en Nouvelle-Calédonie.
En 1906, elle gagne l'Australie avec sa fille Mathilde, recrutée comme lectrice à l'Université de Sydney. Son fils Raymond reste en Nouvelle-Calédonie. Elle s'installe à Sydney en Australie où elle meurt en avril 1925. Mathilde épouse le journaliste et critique d'art australien Gerald Marr Thompson en 1932.

## Son fils Raymond Pognon
Raymond Pognon naît, le 30 novembre 1873, à Honfleur. Il est, en 1912, chef de service administratif de la société minière Le Nickel à Nouméa, puis agriculteur et éleveur. Conseiller général de Nouvelle-Calédonie de 1913 à 1925, porte-parole au Parlement de Nouvelle-Calédonie, Président du Conseil général de 1922 à 1924, il est, entre 1920 et 1925, également directeur du quotidien La France Australe. Refusant l'armistice de juin 1940, il va être, le 19 septembre 1940, l'un des auteurs du ralliement de la Nouvelle-Calédonie à la France libre. Il contribue à la levée des volontaires pour former le Bataillon du Pacifique (BP 1) qui va contribuer aux opérations de Bir-Hakeim. Pour son ralliement au général de Gaulle, il est condamné à mort et à la confiscation de tous ses biens, par le Tribunal militaire permanent de Saigon. Le jugement est annulé et révisé par la Cour d'Appel de Saigon, le 4 mars 1949.
En 1942, Raymond Pognon est décoré de la croix de la Libération. Il s’installe en Australie où il meurt, le 19 mai 1959, à Melbourne.